# Aquae Sextiae-i csata
Az Aquae Sextiae-i csatát Kr. e. 102-ben vívták, a (mai Aix-en-Provence) közelében. A Római Köztársaság seregei több vereség után (mint az arausiói csata) Caius Marius vezérletével végül legyőzték a kimbereket és a teutonokat, és ezzel megkezdődött a véres kimber háború utolsó szakasza (amely a vercellae-i római győzelemmel végződött).
Marius egy előre elfoglalt helyen erős pozíciót foglalt el lovasságával és a könnyűgyalogsággal, akik főleg szövetséges ligurok voltak. Marius támadásra csábította a teutonokat, és az élen állókat követte az egész ellenséges sereg. Marius azonban a közelben elrejtett egy háromezer főből álló csapatot, akik a csata csúcspontján hátulról rohamozták meg a teutonokat. Az ellenség soraiban óriási zűrzavar támadt. Végül 90 ezer teutont mészároltak le és húszezret elfogtak, köztük Teutobod királyt. 
Az elfogott nők tömegesen öngyilkosok lettek, és ezután a rómaiak legendákat meséltek a germán hősiességről.